# Batis

## Bataceae
Bataceae (Batis), comumente conhecida como planta de sal, é uma família de arbustos halófilos angiospermos(Magnoliophyta) pertencente à ordem Brassicales. O grupo é monogênérico, sendo representado pelo gênero Batis que aloca apenas duas espécies, B. Marítima e B. Argillicola.

## Descrição Geral

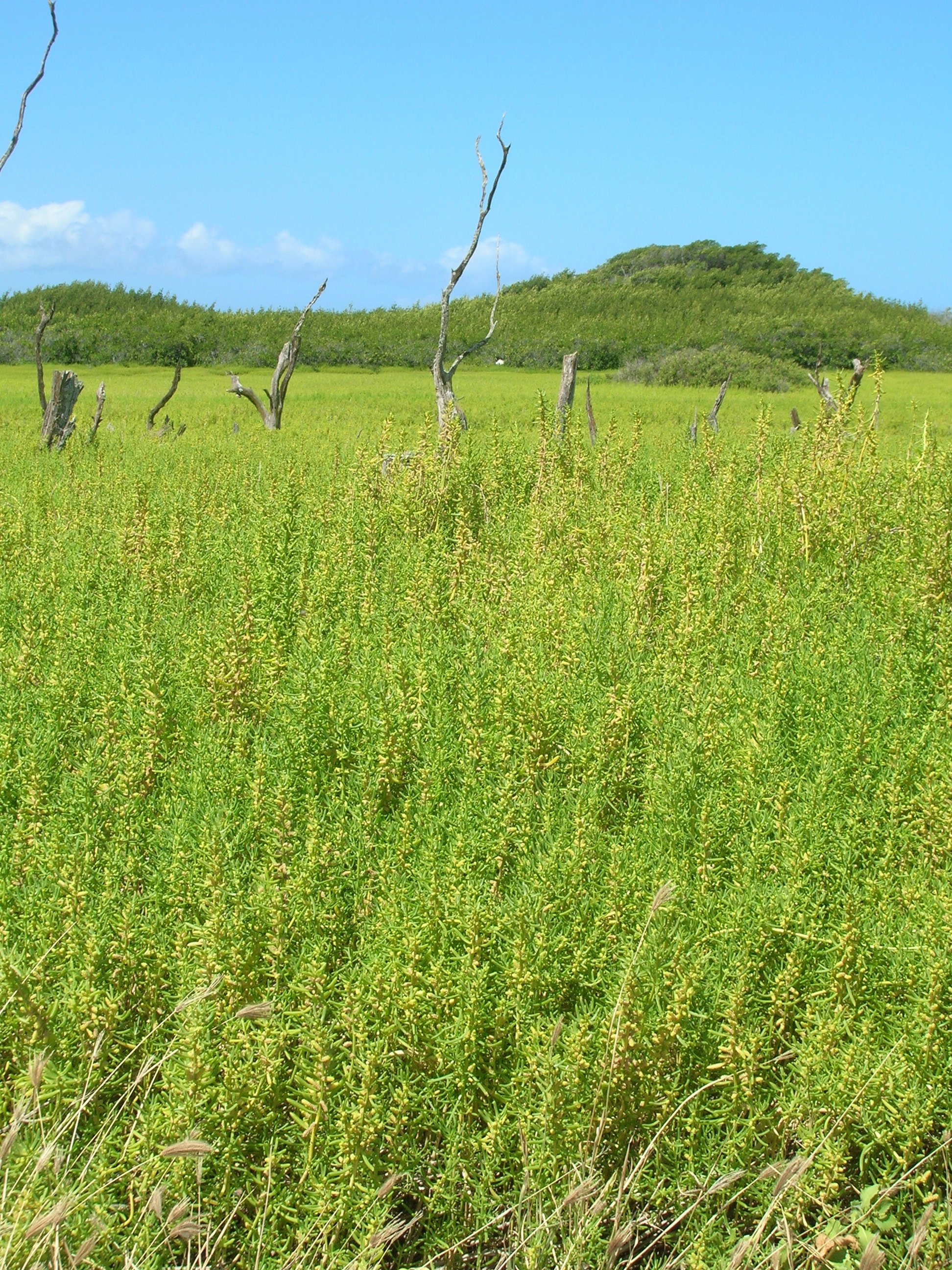
Campo de Batis maritima, Havaí.

Plantas pertencentes a essa família são arbustos herbáceos classificados como C3, de ciclo de vida perene, geralmente encontradas em áreas com salinidade alta(halófitas) como manguezais e zonas costeiras, se alastrando por grandes distâncias. São conhecidas por serem plantas pioneiras e cobrirem com grande facilidade áreas atingidas por desastres naturais em que a vegetação nativa foi afetada. Apesar de não ser considerada uma planta aquática, os indivíduos deste grupo podem suportar estresse aquático como pequenas inundações (por curtos períodos de tempo) e solo encharcado.

## Morfologia
São em geral arbustos de aparência “carnosa”, atingindo tamanhos entre 1 m e 1,5 m. Suas folhas variam entre verde e verde-amarelado e também possuem aparência suculenta, estando dispostas de forma opostas no caule da planta, formando um arranjo entrecruzado alternado entre os pares de folhas acima e abaixo. 
Os dois representantes deste grupo se diferem em alguns fatores quando comparados morfologicamente como, por exemplo, B. Marítima ser exclusivamente dióica e o contrário ocorrer em B. Argillicola, sendo exclusivamente monóica, ou seja, a primeira possui indivíduos exclusivamente masculinos ou femininos enquanto os indivíduos observados na segunda são hermafroditas, podendo apresentar flores masculinas e femininas na mesma planta. B. Argillicola apresenta pequenas hastes onde se encontram suas flores, característica não observada na outra espécie. 
As flores observadas nesse gênero são severamente reduzidas, unissexuais, normalmente na coloração branca, se encontram inseridas nas axilas das folhas na forma de inflorescências que lembram estróbilos, portando 4 flores. É possível observarmos diferenças morfológicas em inflorescências masculinas e femininas, sendo mais arredondadas e imbricadas, com flores formadas por 4 sépalas em seu cálice e 4 pétalas formando a corola com 4 estames livres alternados com a pétalas ou tendo aspecto menor e formando um arranjo ligeiramente alongado, com flores sem perianto aparente e 2 carpelos unidos num gineceu sincárpico com septo falso, respectivamente.
A estrutura dos grãos de pólen sugerem uma dispersão pelo vento. O fruto é composto e recoberto por um envoltório membranoso, retendo em seu interior 4 sementes duras.

## Classificação[4]
Domínio: Eukaryota
Reino: Plantae
Filo: Spermatophyta
Subfilo: Angiospermae
Classe: Magnoliopsida
Ordem: Brassicales
Família: Batacea
Gênero: Batis

## Relações filogenéticas
A ordem à qual essa família pertence, assim como quais as suas famílias irmãs, foram por muito tempo tópicos de opiniões divergentes. Ela já foi considerada muito próxima a família Gyrostemonaceae, mas estudos demonstraram posteriormente divergências moleculares e micromorfológicas. Outras relações já foram estabelecidas e reavaliadas ao longo dos anos. Duas hipóteses muito discutidas na comunidade científica atualmente são: seu pertencimento em um grupo monofilético com Salvadoraceae e Koeberliniaceae, e também a possibilidade de ser um grupo irmão de Brassicaceae.Recentemente, dados moleculares e morfológicos (que muitas vezes, são conflitantes) vem sido somados com o intuito de preencher as lacunas no entendimento dessas relações filogenéticas, porém ainda não existe um consenso sobre qual relação é mais acurada. Com relação à ordem à qual essa família pertence, a postura adotada nos artigos mais atuais é a de que ela faz parte da ordem Brassicales.

## Distribuição geográfica
Por ser uma planta halófita, é encontrada geralmente em áreas próximas a praias ou manguezais,sofrendo pouco por competição com a vegetação adjacente. 
B. Argillicola é encontrada apenas em zonas costeiras no norte da Austrália e sul da Nova Guiné. 
B. Maritima é nativa da zona neotropical, sendo encontrada nas costas de zonas tropicais e subtropicais do continente americano, comum na Califórnia, Hawaii, Ilhas Galápagos, e Peru no pacífico e se estendendo da Califórnia ao Brasil e Antilhas no atlântico.
No Brasil 
No Brasil, como no restante da zona neotropical, a única espécie observada é a Batis Maritima. Sendo sua ocorrência documentada apenas no nordeste do país, na zona costeira dos estados do Maranhão e do Rio Grande do Norte. 
Acredita-se que possa também ocorrer em áreas do Sudeste, nos estados do Espírito Santo, Minas Gerais, Rio de Janeiro e São Paulo.

## Curiosidades
Em especial, B. marítima possui registro de diversos usos e benefícios, como a estabilização e proteção de ambientes de solo arenoso e salino, como dunas de areia e áreas costeiras. O interesse do uso dessa planta se dá por conta de sua alta tolerância a ambientes salinos, o que permite sua atuação como planta pioneira de solos inviáveis para outras plantas, assim como alternativa para cultura, já que tolera a irrigação com água do mar. O fato de ser uma planta muito resistente a esses estresses também confere a ela a propriedade de ser uma possível invasora em certos ambientes. Porém, mesmo com muitos casos registrados de introdução em ambientes dos quais essa espécie não é nativa, o único que apresentou a naturalização e perpetuação da invasão foi o Havaí, onde ela é comumente encontrada nas áreas costeiras, em corpos de água salobros e em pântanos e solos salinos.
Além disso, algumas populações costumam se alimentar da planta como salada, tempero ou picles. As raízes já foram utilizadas como adoçantes antes da massificação do uso do açúcar refinado,e as sementes também são usadas na alimentação e possuem um alto valor nutricional, além de possuírem possíveis aplicações em setores não alimentícios, como nas indústrias de cosméticos, papel, têxtil, plásticos biodegradáveis e outras.